# ラビー・アル＝アウワル
ラビー・アル＝アウワル (アラビア語: رَبِيع ٱلْأَوَّل, Rabīʿ al-Awwal, ラビーウ・アル＝アウワル) は、イスラム暦における3番目の月。この名称は、イスラム以前のアラビア暦で早春を表す「春の最初（の月）」という意味である。
この月に、過半数のムスリムがイスラーム預言者ムハンマドの誕生日であるマウリドを祝う。正確な預言者生誕の日付は分かっていないが、スンニ派はこの月の12日が生誕日だと信じており、一方シーア派は17日目の夜明けに生まれたと信じている。

## 意味
アラビア語で"Rabi" は「春」を"Al-awwal"は「一番目」を意味するので、「ラビー・アル＝アウワル」とは「春の最初」という意味である。「春」は冬（悲しみの象徴）の終わりでつまり幸福の始まりとなるため、この名称は同月に実施される祝賀行事と関連があると思われる。アラビア暦は太陰暦で各月が自ずと毎年ずれていき、ラビー・アル＝アウワルは春だったり時には別の季節にもなりうるため、この意味は実際の季節と関連付けられていない可能性がある。

## 祝賀行事
歴史家や学者はムハンマドの正確な生誕日について意見が割れているが 、一部のムスリムによってラビー・アル＝アウワルの12日または17日に祝されている。ただし、預言者の誕生日（マウリド）を祝さないムスリムも多い。というのは預言者自身にも預言者の教友達にもそうした生誕祭が観察されず、祝さない人達はそれをイスラームの義務でもないしクルアーンや真正なハディースに基づいた宗教的価値のある行為でもないと考えているためである。
一部のムスリムによってマウリドの祝賀が行われる場合、国によってやり方が異なる。一部地域では、早ければ祝賀が月初から始まって月末まで続くこともある。彼らは一般的に道路や自分の家に色付きの照明や緑の旗を置いて祝う。
多くのイスラム教圏の国では、ラビー・アル＝アウワルの12日または17日に昼夜を問わず行列祈祷が行われる。この機会に合わせて、お菓子や飲み物も家庭から家庭そして一般の人々に広く配布される。一部地域ではムスリムも贈り物を交換している。
2015年12月25日に、ラビー・アル＝アウワルの12日目とクリスマスの両方が457年ぶりに同じ日付で重なったが、この偶然の一致は多くのムスリムにとって重要ではなかった。彼らは預言者の生年月日の歴史的重要性に注目している一方で、毎年のマウリドにイスラムの関連性を認識していないためである。

## タイミング
イスラム暦は太陰暦であり、新月が目撃された時点が月初となる。イスラムの太陰暦は太陽暦よりも11日から12日短いため、ラビー・アル＝アウワルは（というかイスラム暦の月は全て）四季を通して毎年10日ほどずれていく。サウジアラビアの暦(Umm al-Qura calendar)に基づくラビー・アル＝アウワルの推定開始日と終了日は次のとおり。
| イスラム暦年(AH) | 開始日(西暦)   | 終了日(西暦)   |
| ---------------- | -------------- | -------------- |
| 1442             | 2020年10月18日 | 2020年11月15日 |
| 1443             | 2021年10月7日  | 2021年11月5日  |
| 1444             | 2022年9月27日  | 2022年10月25日 |
| 1445             | 2023年9月16日  | 2023年10月15日 |
| 1446             | 2024年9月4日   | 2024年10月3日  |

## イスラム教の催事
- 1日 - AH897年、アル・アンダルスで最後のムスリム王国だったグラナダ王国の陥落
- 8日 - 十二イマーム派の最高指導者（イマーム）であるハサン・アスカリーの命日 (Chup Tazia)
- 9日 - イード・エ・シュジャ、シーア派イスラム教徒の祝賀
- 12日 - 一部のスンニ派ではムハンマドの誕生日を記念するマウリドが見られる
- 13日 - ウンム・ルバブ（最高指導者フサインの最愛の妻）の命日
- 17日 - シーア派は最高指導者ジャアファル・サーディクの誕生日を祝う
- 18日 - ウンム・クルスーム・ビント・アリーの誕生日
- 26日 - アブー＝ターリブの命日
- 26日 - AH1333年、ムハンマド・シラジュディン・ナクシュバンディ（ナクシュバンディー教団のシャイフ）死去

その他の行事:
- ヒジュラ（預言者ムハンマドと信者の移住）はこの月に行なわれた
- ムハンマドとハディージャ・ビント・フワイリドの結婚
- クバモスク（イスラム教最初のモスク）の建設
- 12日と17日を含む週は、ムハンマドの誕生日に関するスンニ派とシーア派双方の見解に対処するためのイスラム統一週間とイランでは呼ばれている[7]。